# Landshut (Bay) Hauptbahnhof

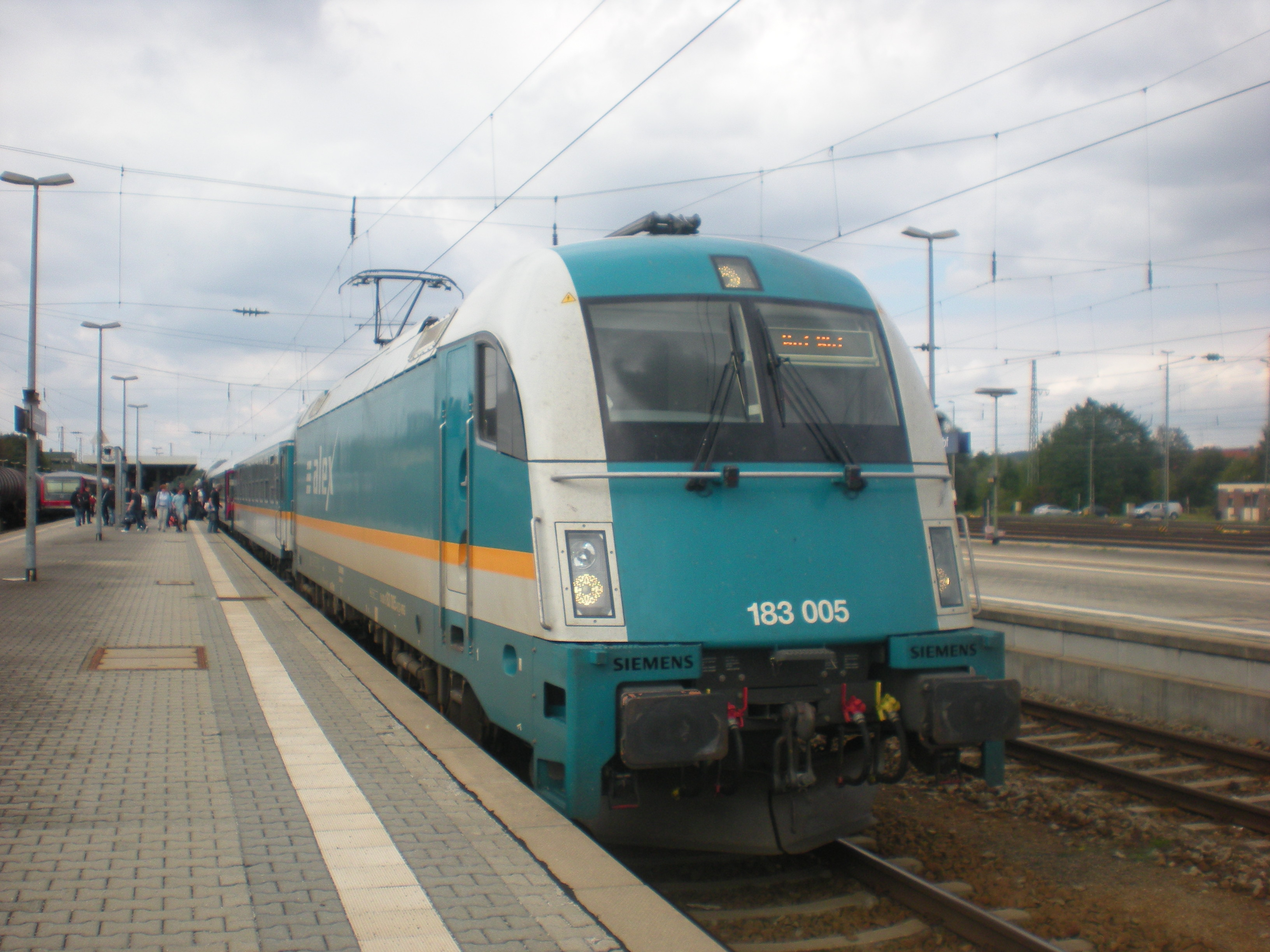
Alex vonat az állomáson

Landshut (Bay) Hauptbahnhof vasútállomás Németországban, Landshut városban.

## Vasútvonalak
Az állomást az alábbi vasútvonalak érintik:
- München–Regensburg-vasútvonal
- Landshut (Bay) Hbf–Bayerisch Eisenstein railway
- Neumarkt-Sankt Veit–Landshut-vasútvonal
- Landshut–Rottenburg-vasútvonal

## Kapcsolódó állomások
A vasútállomáshoz az alábbi állomások vannak a legközelebb:
- Gündlkofen (München Hauptbahnhof, München–Regensburg-vasútvonal)
- Artlkofen (nem ismert – , Regensburg Hauptbahnhof, München–Regensburg-vasútvonal)
- Altheim (Niederbay) (Bayerisch Eisenstein – Železná Ruda-Alžbětín vasútállomás, Landshut (Bay) Hbf–Bayerisch Eisenstein railway)
- Landshut (Bay) Süd (1883. október 4. – , Neumarkt-Sankt Veit, Neumarkt-Sankt Veit–Landshut-vasútvonal)
- Neuhausen (b Landshut) (1900. november 3. – , Rottenburg (Laaber), Landshut–Rottenburg-vasútvonal)

## Forgalom
Az állomást az alábbi járatok érintik:
| Vonatnem | Útvonal | Gyakoriság                                        |
| -------- | --- | ------------------------------------------------- |
| ALX      | München – Landshut (Bay) – Regensburg (– Schwandorf – Weiden (Oberpf) – Marktredwitz – Hof)                | Kétóránként                                       |
| ALX      | München – Landshut (Bay) – Regensburg – Schwandorf – Prag / (Hof)                                          | Bizonyos vonatok                                  |
| RE       | München – Landshut (Bay) – Regensburg – Neumarkt (Oberpf) – Nürnberg                                       | Kétóránként                                       |
| RE       | Flughafenexpress: Müncheni repülőtér – Freising – Moosburg – Landshut – Regensburg                         | Óránként                                          |
| RE       | Donau-Isar-Express: München – Landshut (Bay) – Plattling – Passau                                          | Óránként                                          |
| RB       | (München –) Freising – Langenbach (Oberbay) – Moosburg – Landshut (Bay)                                    | Kétóránként, hétfőtől péntekig erősítő vonatokkal |
| RB       | (Bogen – Straubing –) Landshut (Bay) – Neumarkt-Sankt Veit – Mühldorf (Oberbay) – Freilassing (– Salzburg) | Kétóránként                                       |
| RB       | Landshut (Bay) – Neumarkt-Sankt Veit – Mühldorf – Wasserburg (Inn) – Rosenheim                             | Kétóránként                                       |
| RB       | Landshut (Bay) – Neumarkt-Sankt Veit – Mühldorf (Oberbay) – München                                        | Bizonyos vonatok                                  |
| ag       | Landshut (Bay) – Neufahrn (Niederbay) – Regensburg – Ingolstadt (– Donauwörth – Günzburg – Ulm)            | Hétfőtől péntekig bizonyos vonatok                |